# گروه فضایی

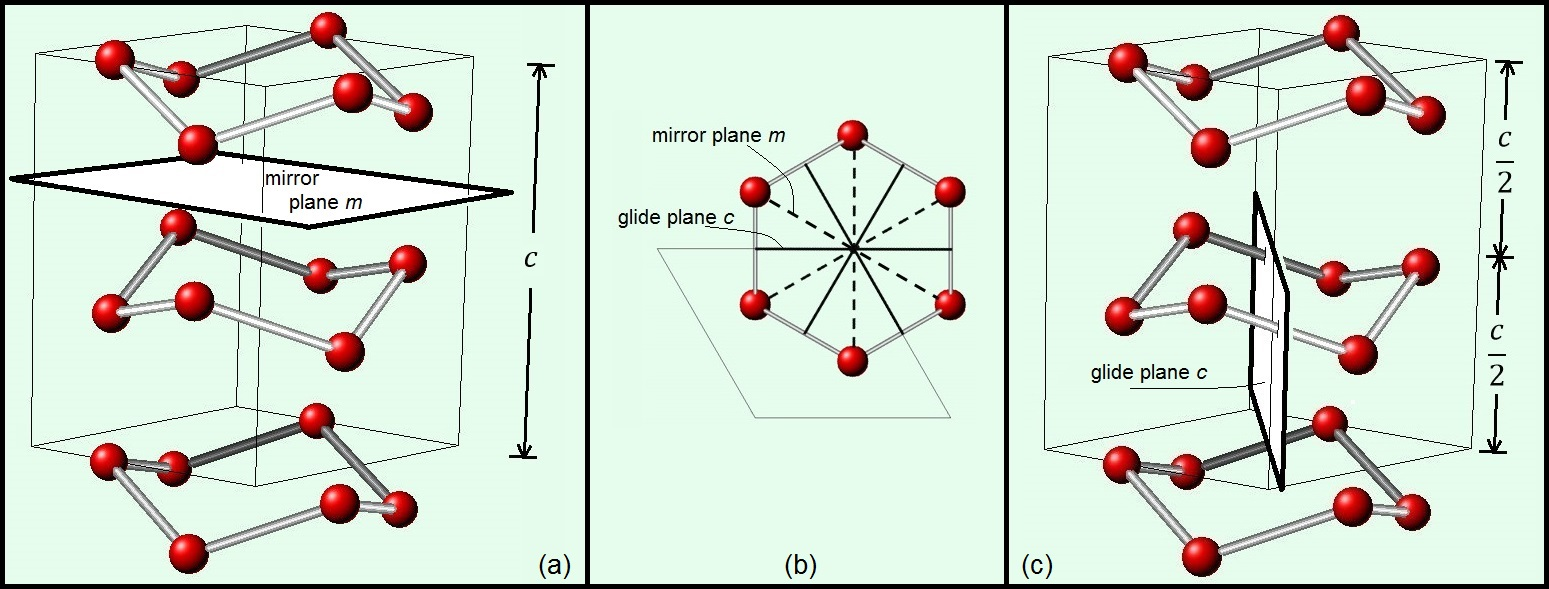

گروه فضایی (به انگلیسی: Space group) یک بلور، یا گروه بلورشناسی، تقارن موجود در ساختار بلور را از نظر ریاضی توضیح می‌دهد. لغت «گروه» در این نام از عنوان گروه در ریاضیات گرفته شده‌است.
در ریاضیات و هندسه، گروه فضایی یک گروه تقارن است، که معمولاً برای سه بعد است، که فضا را به دامنه‌های گسسته قابل تکرار تقسیم می‌کند. در سه بعد، ۲۱۹ نوع منحصر به فرد وجود دارد، یا اگر نسخه کایرال مجزا در نظر گرفته شود به عنوان ۲۳۰ تا محسوب می‌شود.
گروه‌های فضایی در ابعاد دیگری بجز ۳ بعد مورد مطالعه قرار می‌گیرند که گاهی به نام گروه Bieberbach از آن یاد می‌شود، و گروه‌های cocompact مجزا از فضای اقلیدسی گرای isometries هستند. در کریستالوگرافی نیز، آن‌ها گروه کریستالوگرافی یا Fedorov نامیده می‌شود، و نمایانگر تقارن یک بلور هستند. منبع قطعی در مورد گروه‌های فضایی ۳ بعدی جداول بین‌المللی کریستالوگرافی (هان (۲۰۰۲)) است.

## تاریخچه
گروه‌های فضایی در دو بعد از ۱۷ گروه تصویر زمینه تشکیل شده‌اند که چندین قرن است که شناخته شده‌است.
گروه فضای در ۳ بعد برای اولین بار توسط Fyodorov (1891) برشمرده شد، و در مدت کوتاهی پس از آن به‌طور مستقل توسط Schönflies (1891) و بارلو (۱۸۹۴) برشمرده شده‌است.